# آستاکسانتین
آستاکسانتین (به انگلیسی: Astaxanthin) یک ترکیب شیمیایی با شناسه پاب‌کم ۵۲۸۱۲۲۴ است. که جرم مولی آن 596.84 g/mol می‌باشد؛شکل ظاهری این ترکیب، پودر قرمز است.